# صموئيل شيروود
صموئيل شيروود (بالإنجليزية: Samuel Sherwood)‏ هو محامي وسياسي أمريكي، ولد في 24 أبريل 1779، وتوفي في 31 أكتوبر 1862 بنيويورك في الولايات المتحدة. انتخب عضو مجلس النواب الأمريكي.